# ピンポイント貧困扶助

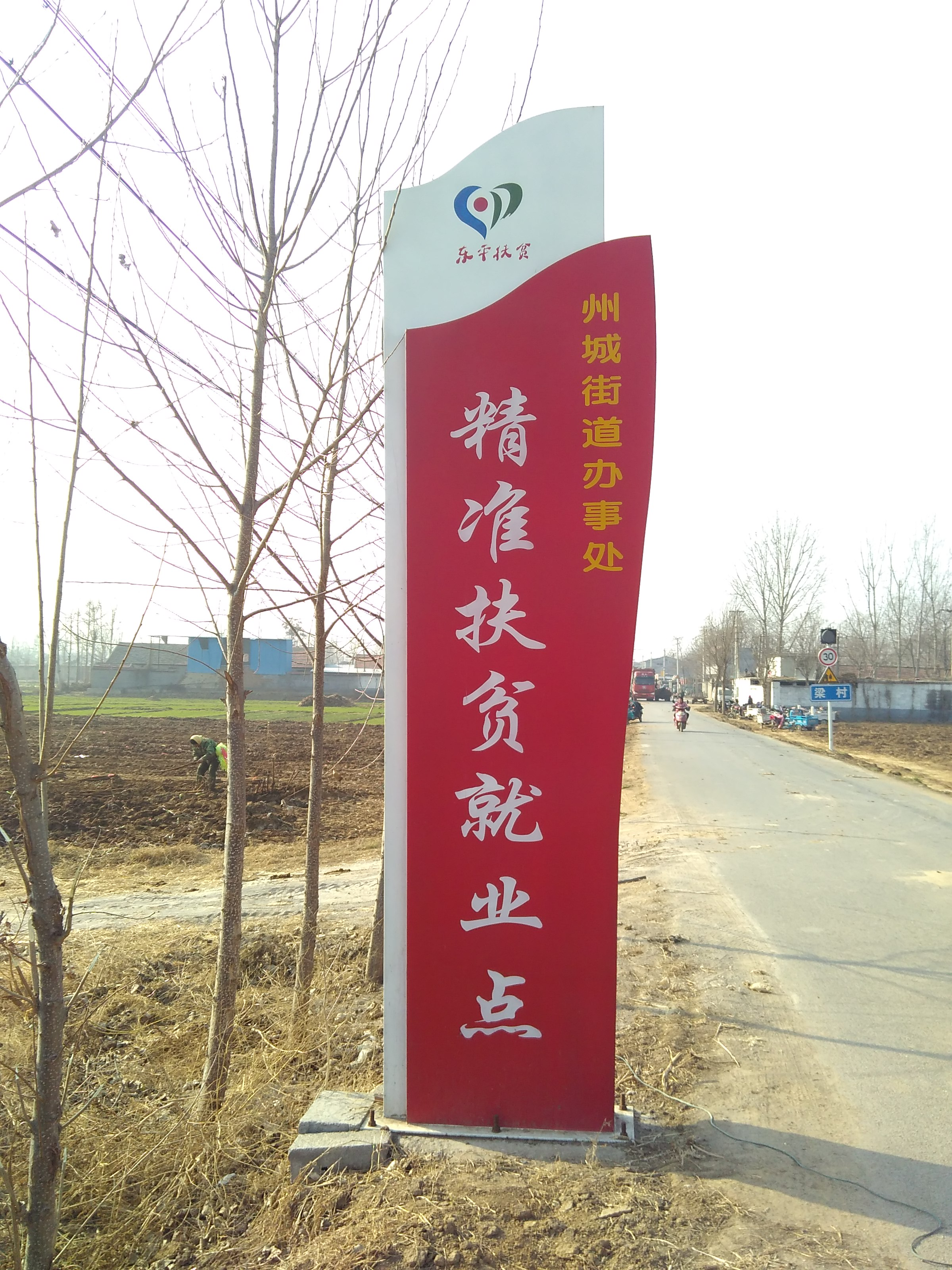
山東省東平県に位置するピンポイント貧困扶助就業点。

ピンポイント貧困扶助（ピンポイントひんこんふじょ、簡体字：精准扶贫、英名：to take targeted measures in poverty alleviation）とは、異なった貧困地域の環境及び異なった貧困世帯の状況に対し、的確でピンポイントな方法を以て貧困者や世帯を扶助することを指す。

## 背景
中国共産党総書記兼国家主席の習近平が2013年11月に湖南省を視察した際に打ち出した重要思想。2014年1月に中国共産党中央弁公庁（中共中央弁公庁）と国務院弁公庁が「ピンポイント貧困扶助」作業に関するトップデザインを制定した。